# Eldorado (filme)
Eldorado (bra/prt: Eldorado) é um filme de comédia dramática franco-belga de 2008 dirigido e escrito por Bouli Lanners. 
Foi selecionado como representante da Bélgica à edição do Oscar 2009, organizada pela Academia de Artes e Ciências Cinematográficas.

## Elenco
- Bouli Lanners - Yvan
- Fabrice Adde - Elie/Didier
- Philippe Nahon
- Françoise Chichéry - mãe de Elie
- Didier Toupy - Alain Delon
- Stefan Liberski
- Baptiste Isaïa
- Jean-Jacques Rausin
- Renaud Rutten
- Jean-Luc Meekers
- Michaël Abiteboul